# 陳炳安
陳炳安（英語：Chan Ping On，1959年8月9日—），香港1980至1990年代著名足球員，初出道時擔任前鋒，後改任後衛，由於臂力過人以擲界外球「手榴彈」戰術聞名，曾當選香港足球先生。退役後曾任職體育記者，現時是now寬頻電視足球評述員。

## 球員生涯
陳炳安早年在深水埗蘇屋邨海棠樓長大，有6兄弟姊妹，排行第四，父親是電燈維修員。陳是1970年代蘇屋邨海棠足球少年隊成員，在1977年畢業於天主教培聖中學中五年級，在校時活躍於田徑、籃球及排球校隊活動，曾獲愉園地區訓練教練盧德權賞識到銅鑼灣接受足球訓練。考畢香港中學會考後決定不再升學，再獲盧氏邀請加入球會當足球員。當時他曾於1978年投考警察（唯父親是工會成員，身份較敏感，因此未能讓他通過家庭政治審查部分評核），打算花兩年時間於足球界發展，沒有成就便會放棄。而出身於1977年至1979年的愉園預備組的他，同期學員尚有茹健德、鄧錦添、梁帥榮等人。1979年本來履行跟母親承諾的兩年之約，在朋友世叔伯的電器舖工作。直至有一天獲球隊接洽致電邀請成為愉園甲組球員，自此開展足球員事業。
初出道時，陳炳安司職前鋒，是球會的首席射手，與茹健德一同在外援荷斯域指導下，練習過擲界外球，加上他擁有過人臂力，為日後足球事業奠下基礎。1984至1985年球季自覺發展前景一般、減少機會出場而按愉園合約訂明，只能轉投東昇爭取更多上陣機會。球季結束一度放棄職業球員生涯轉職車行任晚間兼職查收車輛職員。同期與朋友合資經營生意，結果失敗收場。轉職車行原因出於要償還合伙拍擋冒其名義借來的貸款。身兼數職期間，陳炳安獲香港一代名將張子岱先生賞識力邀復出擔任「升班馬」花花大旗手，最終於1985年夏天加盟首次升上香港甲組足球聯賽的「升班馬」花花，改踢清道夫，並憑擲界外球「手榴彈」戰術踢出名堂。
一季後，陳炳安被邀請加盟南華，與張志德、顧錦輝、余國森組成一條全香港最佳防線。當年他踏上其足球事業頂峰，多次入選香港隊及港聯，曾經連續五屆入選香港足球明星選舉最佳十一人，在1991-1992年度球季更以32歲之齡當選香港足球先生，是繼梁帥榮、顧錦輝後第三位以後衛身份成為當選香港足球先生的球員。1995年夏天，他離開效力多年的南華，轉會商業大軍快譯通，至1998年夏天宣布退休。

## 教練生涯
1999年至2000年球季，陳炳安重返快譯通重投教練團隊，期後曾担任足總教練導師、港隊助教、奧運隊教練等訓練工作。
2009/2010年，期間與高志超、吳穎琴；創辦阿仙奴（香港）足球學校，並先後擔任校技術總監、總監、業務發展總監至今。2014/2015球季季中重返南華體育會足球部擔任看守領隊一職，協助球隊管理工作順利過渡。過去多年先後於香港足球總會擔任教練導師工作。與此同時，協助不同機構、團體、學校籌劃及開展足球項目，當中包括2018年夏天；阿仙奴、曼聯名宿賽於香港足球會順利進行。
2022年，陳炳安邀請獨木舟教練舉辦義教班，推廣獨木舟運動。

## 傳媒生涯
陳炳安結束球員生涯前，於服務南華體育會時撰寫過訪問稿，被報社記者讚賞其文筆流暢，不用更正太多，因而得到機會為《星島體育》撰寫專欄至今。掛靴後曾經在《太陽報》任職過體育版編輯及記者。此外，早於1989年在亞洲電視開始足球評述工作，期間先後在有線電視、ESPN及無綫收費電視擔任足球評述員，現時在now寬頻電視任職。
陳炳安曾在多家傳媒擔任足球評述員，因此對不同國家的足球聯賽、球員的最新發展都有一定認識，包括非主流聯賽在內。雖然他的聲線低沉，但長時間的評述經驗使他掌握單獨評述球賽的技巧、控制評述節奏平順。而球迷則對其老派口頭禪最為認識，例如「嘿」（冷笑）、「難聽啲講」、「唔諗咁多」、「好話唔好聽」、「你有張良計，我有過牆梯」、「閒話休提」等等。

## 個人生活
陳炳安已婚，婚後育有兩名孩子。

## 個人榮譽
- 香港足球先生 一次（1991-92季度）
- 香港球員先生 兩次（1990-1991、1991-1992季度）（由球員互選-當時命名為金牌球員）
- 香港總督盃最佳防守球員  三次（1987-1988、1989-1990、1995-96季度）
- 香港足球明星選舉最佳十一人 六次（1987-1988、1988-1989、1989-1990、1990-1991、1991-1992、1995-1996季度）

## 外部連結
- now寬頻電視體育陳炳安專頁[永久]